# USS LST-371
O USS LST-371 foi um navio de guerra norte-americano da classe LST que operou durante a Segunda Guerra Mundial.